# Russisch-Turkse Oorlog (1710-1711)
De Russisch-Turkse Oorlog van 1710 tot 1711 was de derde van elf oorlogen tussen het Russische en het Ottomaanse Rijk en was onderdeel van het zuidelijke front van de Grote Noordse Oorlog. De oorlog begon nadat de Russen het koninkrijk Zweden hadden verslagen tijdens de Slag bij Poltava. De gewonde Zweedse koning Karel XII wist met hulp van Oostenrijkse en Franse diplomaten te ontsnappen van het slagveld naar het hof van de Ottomaanse sultan Ahmed III, die hij daarop wist over te halen tot een oorlogsverklaring aan het Russische Rijk op 20 november 1710.
De belangrijkste gebeurtenis uit deze oorlog vormde de slecht voorbereide Proetveldtocht in 1711, waarbij de Russen een poging deden tot een invasie in Moldavië met hulp van de Moldavische leider Dimitrie Cantemir. De Russische troepen onder leiding van Boris Sjeremetev leden echter een grote nederlaag tegen de Ottomaanse legers onder leiding van grootvizier Baltacı Mehmet Paşa bij Stănileşti op 18 juli 1711. Toen zijn leger werd ingesloten en veel verliezen had geleden, moest hij noodgedwongen op 21 juli 1711 de Vrede van de Proet tekenen om een vrije aftocht uit Moldavische grondgebied te kunnen krijgen. Dit verdrag vormde een teleurstelling voor Karel XII, daar het Ottomaanse Rijk hierin de Russen niet alleen een vrije aftocht beloofde, maar ook beloofde Karel XII niet langer te steunen. In ruil hiervoor moesten de Russen verschillende forten aan de oostzijde van de Zwarte Zee ontruimen, zoals Taganrog en Azov en moest de Russische Azov-vloot worden vernietigd. Dit was een grote vernedering voor het Russische Rijk, maar mede door het ontbreken van de Ottomaanse steun aan Zweden wist men daar de overwinning te behalen. De tsaar pleitte bovendien dat de Ottomanen zouden stoppen met het zich bemoeien met de staatszaken in het Pools-Litouwse Gemenebest.
Russisch-Turkse Oorlog (1569-1570) · Russisch-Turkse Oorlog (1676-1681) · Russisch-Turkse Oorlog (1686-1700) · Russisch-Turkse Oorlog (1710-1711) · Russisch-Turkse Oorlog (1735-1739) · Russisch-Turkse Oorlog (1768-1774) · Russisch-Turkse Oorlog (1787-1792) · Russisch-Turkse Oorlog (1806-1812) · Griekse Onafhankelijkheidsoorlog (1821-1831) · Russisch-Turkse Oorlog (1828-1829) · Krimoorlog (1853-1856) · Russisch-Turkse Oorlog (1877-1878) · Kaukasusveldtocht (1914-1918)